# Dex (ютубер)
Ким Джинён (кор. 김진영; род. 9 июня 1995 года, Сунчхон, Республика Корея), также известный как Dex (кор. 덱스), — южнокорейский артист эстрады, актёр и ютубер. Участвовал в реалити-шоу Netflix «Ад для одиночек 2» и шоу выживания в зомби-апокалипсисе «Вселенная зомби», а также в игровом реалити-шоу MBC «Кровавая игра». Двукратный лауреат престижной телепремии «Голубой дракон» (2023, 2024) и номинант на премию «Пэксан» (2025).

## Карьера

### 2016–2020: Военная служба
В 2016 году Ким Джинён поступил на военную службу в качестве младшего офицера в 251-й класс военно-морских сил Республики Корея (ROKN), а именно в подразделение ROKN UDT (эквивалент подразделения SEAL Военно-морских сил США), класс 62-2. Он служил четыре года.
Во время службы он был назначен в батальон специальных миссий Военно-морской флотилии специальных операций, занимавшийся контртеррористической деятельностью. В 2018 году его также направили в 13-й отряд Акх, который является частью Вооружённых сил Республики Корея и был развёрнут в Объединённых Арабских Эмиратах.
После демобилизации в 2020 году Ким Джинён принял участие в веб-проекте о военной службе под названием «Игрушечные солдатики 2». В том же году он участвовал в игровом реалити-шоу на канале MBC под названием «Кровавая игра».

### 2022–2023: Рост популярности
В 2022 году Ким Джинён стал известен благодаря участию во втором сезоне романтического реалити-шоу Netflix «Ад для одиночек 2». Он получил прозвище «кэтфишер» (кор. 메기남), поскольку был приглашен позже для того, чтобы заставить существующих участников шоу оставаться вместе и вызывать напряжение среди конкурсантов.
В 2023 году Ким Джинён вернулся в качестве участника второго сезона шоу «Кровавая игра», за что получил награду «Лучший начинающий артист эстрады» на 2-й церемонии вручения наград телепремии «Голубой дракон». Он также стал постоянным участником второго и третьего сезонов развлекательного тревел-шоу «Вокруг света» вместе с Kian84, Pani Bottle и Ли Сионом. Это шоу завоевало несколько наград на премии MBC Entertainment Awards 2023, включая награды «Лучший новичок» и «Лучшая пара».
Dex также является единственным ведущим YouTube-шоу «Интервью с холодильником Декса» (англ. Interview with Dex's Fridge) на Channel 117. В 2023 году он совместно с Чон Хён Му и Ли Се Ён провёл церемонию награждения MBC Entertainment Awards. Кроме того, он участвовал в качестве члена жюри в третьем и четвёртом сезонах шоу «Ад для одиночек».

### 2024–наст. время: Дебют в качестве актёра и в мотогонках

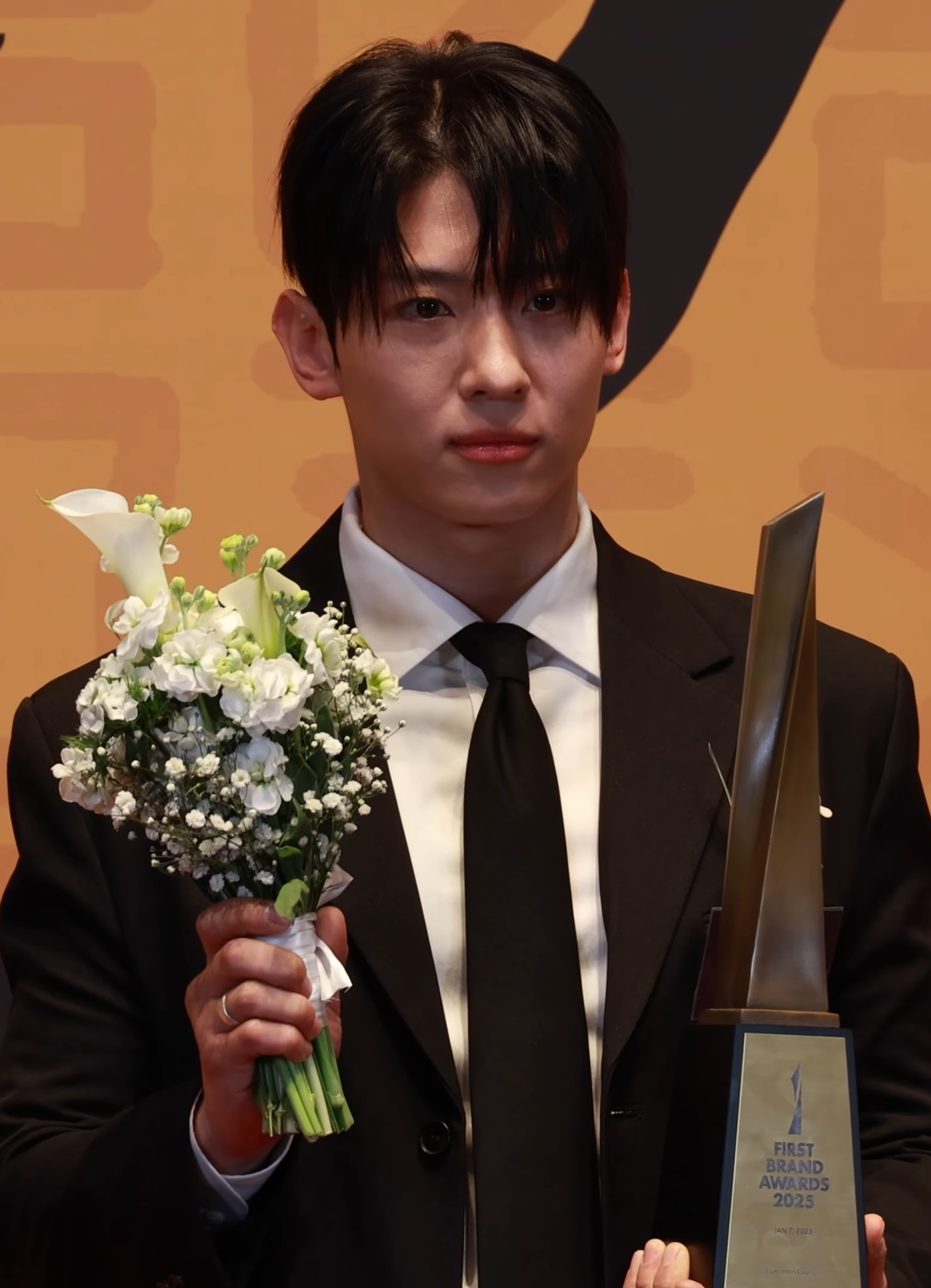
Dex на церемонии вручения премии Korea First Brand Awards, 2025 год

В 2024 году Dex принял участие в нескольких развлекательных шоу. Он выступил в роли тренера студенческой спортивной команды на шоу MBC «Университетское спортивное фестивали: Деревня спортсменов-мужчин». Также он участвовал в шоу Disney+ «Зона: Миссия на выживания 3», где его партнёрами были Ю Джэсок, Квон Юри из SNSD и Ким Дон Хёном. Кроме того, Dex принял участие в шоу JTBC «Меня зовут Габриэль», где в течение 72 часов он вжился в роль Рати, мастера по изготовлению винных кувшинов.
Он также продемонстрировал химию между братьями и сестрами в телешоу tvN «Прямо с моря» вместе с Ём Джон А, Пак Джунмёном и Ан Ынджин. Шоу каждую неделю становилось популярной темой для обсуждения, а Dex получил прозвище «Младший брат нации».
Dex дебютировал как актёр в сериале «Таро: История семи глав» — хоррор-триллере. Первая серия фильма, «Визит Санты», с участием Чо Ёджон, была представлена Южной Кореей на Международном фестивале сериалов в Каннах в 2024 году в номинации на короткометражный фильм. В качестве актёра он использовал своё настоящее имя — Ким Джинён, вместо сценического псевдонима Dex, желая разграничить свою музыкальную карьеру и актёрскую деятельность.
Он появился во втором сезоне реалити-шоу Netflix «Вселенная зомби», премьера которого состоялась 19 ноября 2024 года.

## Влияние
2 декабря 2023 года Dex занял первое место в итоговом годовом расчёте Wavve по категории «вкладчик, привлекший новые платные подписки» для платформы. 7 декабря он был признан «самым быстрорастущим создателем» на YouTube Korea.

## Фильмография

### Кино
| Год  | Название                                     | Роль      | Ист.   |
| ---- | -------------------------------------------- | --------- | ------ |
| 2024 | Таро: История семи глав (киноверсия сериала) | Юн Дон Ин | [ 29 ] |

### Телевидение

#### Телесериалы
| Год  | Название                | Роль      | Примечание | Ист.  |
| ---- | ----------------------- | --------- | ---------- | ----- |
| 2024 | Таро: История семи глав | Юн Дон Ин |            | [ 2 ] |
| TBA  | Я делаю покупки         | Джонхён   |            | [ 3 ] |

#### Варьете-шоу
| Год       | Название                                                         | Роль                    | Ист.   |
| --------- | ---------------------------------------------------------------- | ----------------------- | ------ |
| 2020      | Игрушечные солдатики 2                                           | Инструктор              | [ 8 ]  |
| 2021–2022 | Кровавая игра                                                    | Участник                | [ 5 ]  |
| 2022–2023 | Ад для одиночек 2                                                | Участник                | [ 9 ]  |
| 2023      | Кровавая игра 2                                                  | Участник                | [ 10 ] |
| 2023      | Замаскированный певец                                            | Участник                | [ 11 ] |
| 2023      | Вокруг света 2                                                   | Член актёрского состава | [ 11 ] |
| 2023      | Улыбающийся босс                                                 | Член актёрского состава | [ 11 ] |
| 2023      | Радио-звезда                                                     | Специальный ведущий     | [ 12 ] |
| 2023      | Вселенная зомби                                                  | Член актёрского состава | [ 11 ] |
| 2023      | Теперь я зол                                                     | Ведущий                 | [ 11 ] |
| 2023      | Muksuldan                                                        | Ведущий                 | [ 11 ] |
| 2023–2024 | Вокруг света 3                                                   | Член актёрского состава | [ 11 ] |
| 2023–2024 | Ад для одиночек 3                                                | Ведущий                 | [ 15 ] |
| 2024      | Университетское спортивное фестивали: Деревня спортсменов-мужчин | Тренер                  | [ 17 ] |
| 2024      | Прямо с моря                                                     | Член актёрского состава | [ 21 ] |
| 2024      | Зона: Миссия на выживания 3                                      | Член актёрского состава | [ 19 ] |
| 2024      | Моё имя Габриэль                                                 | Член актёрского состава | [ 20 ] |
| 2024      | Вселенная зомби 2                                                | Член актёрского состава | [ 26 ] |
| 2025      | Ад для одиночек 4                                                | Ведущий                 | [ 16 ] |

### Веб-шоу
| Год       | Название                       | Роль    | Ист.   |
| --------- | ------------------------------ | ------- | ------ |
| 2023      | Мэткарон                       | Ведущий | [ 11 ] |
| 2023–2025 | Интервью с холодильником Декса | Ведущий | [ 13 ] |

## Награды и номинации
| Награда                                | Год  | Категория                                  | Работа / Номинант                               | Результат | Ист.   |
| -------------------------------------- | ---- | ------------------------------------------ | ----------------------------------------------- | --------- | ------ |
| Премия «Пэксан»                        | 2025 | Лучший эстрадный артист                    | Dex                                             | Номинация | [ 30 ] |
| Телепремия «Голубой дракон»            | 2023 | Лучший новый артист эстрады                | Кровавая игра                                   | Победа    | [ 10 ] |
| Телепремия «Голубой дракон»            | 2024 | Популярная звезда                          | Dex                                             | Победа    | [ 1 ]  |
| Donga.com's Pick                       | 2023 | Я могу выжить и без Декса                  | Dex                                             | Победа    | [ 31 ] |
| Fundex Awards                          | 2023 | Лучший ОТТ-артист, не связанный с сериалом | Dex                                             | Победа    | [ 32 ] |
| Korea Culture and Entertainment Awards | 2023 | Звезда эстрады                             | Dex                                             | Победа    | [ 33 ] |
| Korea First Brand Awards               | 2024 | Мультитейнер (мужская категория)           | Dex                                             | Победа    | [ 35 ] |
| Korea First Brand Awards               | 2025 | Мультитейнер (мужская категория)           | Dex                                             | Победа    | [ 36 ] |
| MBC Entertainment Awards               | 2023 | Лучший новичок — Варьете                   | Вокруг света                                    | Победа    | [ 12 ] |
| MBC Entertainment Awards               | 2023 | Лучшая пара                                | Вокруг света (с Kian84, Pani Bottle, Ли Сионом) | Победа    | [ 12 ] |
| Youth Day Creator Awards               | 2023 | Молодой создатель контента                 | Dex                                             | Победа    | [ 37 ] |

### Государственные и культурные награды
| Страна           | Церемония                  | Год  | Почесть                                                                     | Ист.   |
| ---------------- | -------------------------- | ---- | --------------------------------------------------------------------------- | ------ |
| Республика Корея | Надежда Корейской Молодежи | 2023 | Благодарность Комитета Национального собрания по культуре, спорту и туризму | [ 38 ] |

### Списки
| Издатель | Год  | Список                   | Место | Ист.   |
| -------- | ---- | ------------------------ | ----- | ------ |
| Forbes   | 2024 | Korea Power Celebrity 40 | 14-е  | [ 39 ] |

### Комментарии
1. ↑  Премия Korea First Brand Awards, учреждённая Корейским комитетом по потребительским брендам и Корейским потребительским форумом, определяет победителей по результатам общенационального опроса в Южной Корее[34].

## Внешние ссылки
- Dex (ютубер) на сайте Instagram